# توموهيرو إيري
توموهيرو إيري (باليابانية: 入江 智宏) (مواليد 14 نوفمبر 1973)، هو لاعب كرة قدم سابق كان يلعب كمدافع.